# Diogo Nunes
Pour les articles homonymes, voir Nunes.
Diogo Nunes est un coureur cycliste portugais, né le 3 avril 1989 à Estoi dans la municipalité de Faro. Il est professionnel de 2011 à 2015.

## Biographie
En junior, Diogo Nunes devient champion du Portugal de poursuite en 2008. Pour son entrée dans les rangs espoirs en 2009, il se classe troisième du championnat du Portugal du contre-la-montre dans sa catégorie. En 2010, il est sélectionné en équipe du Portugal des moins de 23 ans pour disputer le Grand Prix du Portugal, la Côte picarde et le ZLM Tour, trois manches de la Coupe des Nations Espoirs.
Il devient coureur professionnel en 2011 au sein de l'équipe continentale portugaise Tavira-Prio, après avoir passé plusieurs années au sein de son centre de formation. Avec sa nouvelle équipe, il gagne la deuxième étape du Tour des Terres de Santa Maria da Feira, un contre-la-montre par équipes et termine troisième du championnat du Portugal sur route espoirs. 
Principalement équipier, il parvient tout de même à accrocher un bon résultat au cours de l'année 2013 à l'occasion du Tour de l'Alentejo, au cours duquel il obtient une troisième place d'étape sur la quatrième jour de l'épreuve après avoir attaqué dans le final, devancé à l'arrivée par ses deux compagnons d'échappée Tom Zirbel et Scott Zwizanski, tous deux de l'équipe américaine Optum-Kelly Benefit Strategies. Il réalise par ailleurs le septième temps sur l'épreuve chronométrée des championnats du Portugal. À l'issue de cette saison, il est élu « équipier de l'année » par l'Association portugaise des cyclistes professionnels.
Il commence la saison 2014 au Dubaï Tour, où il se montre offensif en se glissant dans l'échappée sur la deuxième étape, en compagnie de Willie Smit et Francisco Mancebo, avec l'intention de remporter le sprint intermédiaire,. En 2015, il s'impose durant l'été sur le Circuito Ciclista de Rio Maior.

## Palmarès sur route

### Par année
- 2009
  - 3e du championnat du Portugal du contre-la-montre espoirs
- 2011
  - 3e du championnat du Portugal sur route espoirs

### Classements mondiaux
| Année           | 2013  |
| --------------- | ----- |
| UCI Europe Tour | 1152e |

## Palmarès sur piste

### Championnats du Portugal
- 2007
  -  Champion du Portugal de poursuite juniors